# Spectravideo
Spectravideo ou SVI, foi uma fabricante de microcomputadores estadunidense fundada em 1981 como "SpectraVision" por Harry Fox. Originalmente, a empresa fabricava jogos eletrônicos para o Atari 2600 e VIC-20. Alguns de seus últimos computadores seguiam a linha MSX ou eram IBM PC compatíveis.

## Produtos

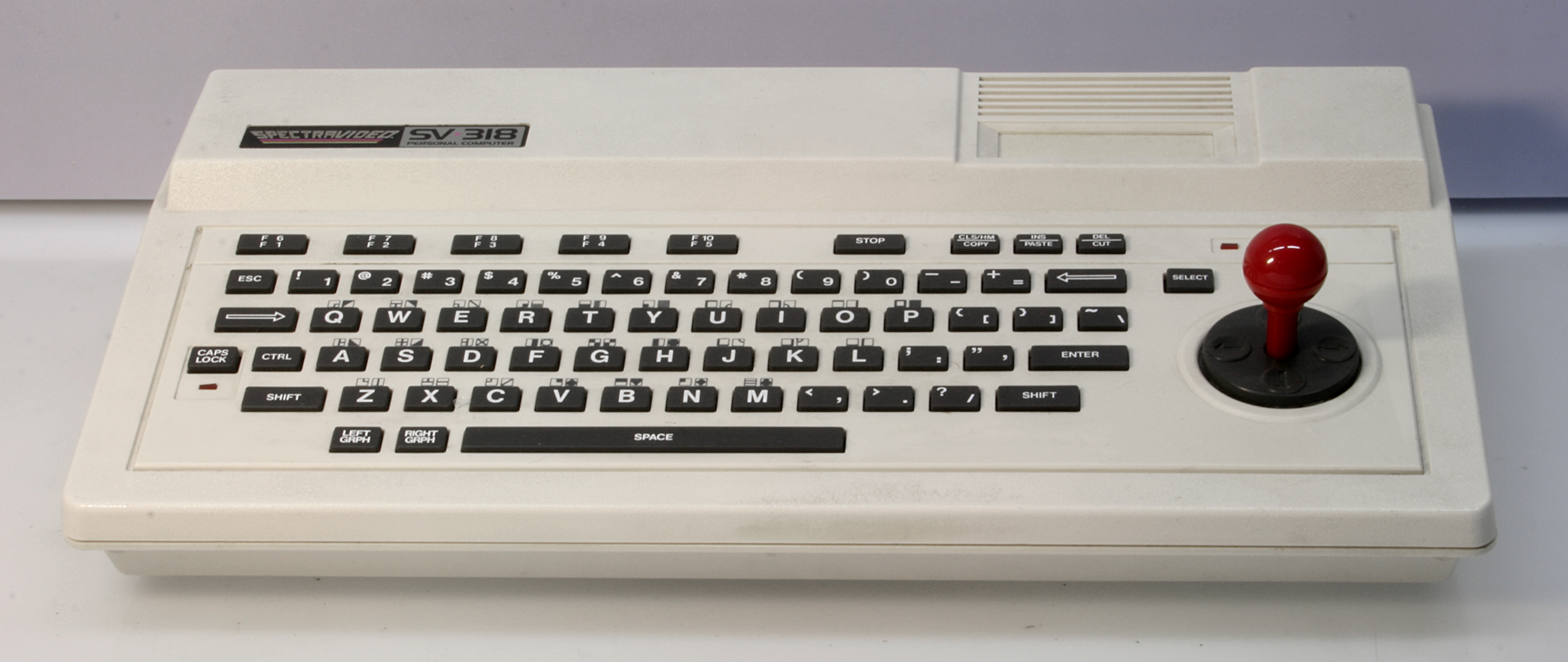
Um computador doméstico SVI-318.

A primeira tentativa da empresa no ramo de hardware de microcomputadores foi uma expansão para o Atari 2600 denominada Spectravideo CompuMate, equipada com um teclado de membrana e capacidade limitada de programação. Seus primeiros micros autênticos foram o SV-318 e o SV-328, lançados em 1983. Ambos possuíam UCP Z80A em 3,6 MHz, mas diferiam no montante de RAM (o SV-318 possuía 32 KiB e o SV-328, 80 KiB, 16 KiB dos quais reservados para a VRAM) e no tipo de teclado. O SO residente em ROM, era uma versão do Microsoft Extended Basic, mas, se a máquina fosse dotada de um acionador de disquetes, o usuário tinha a opção de inicializar pelo CP/M.

### MSX

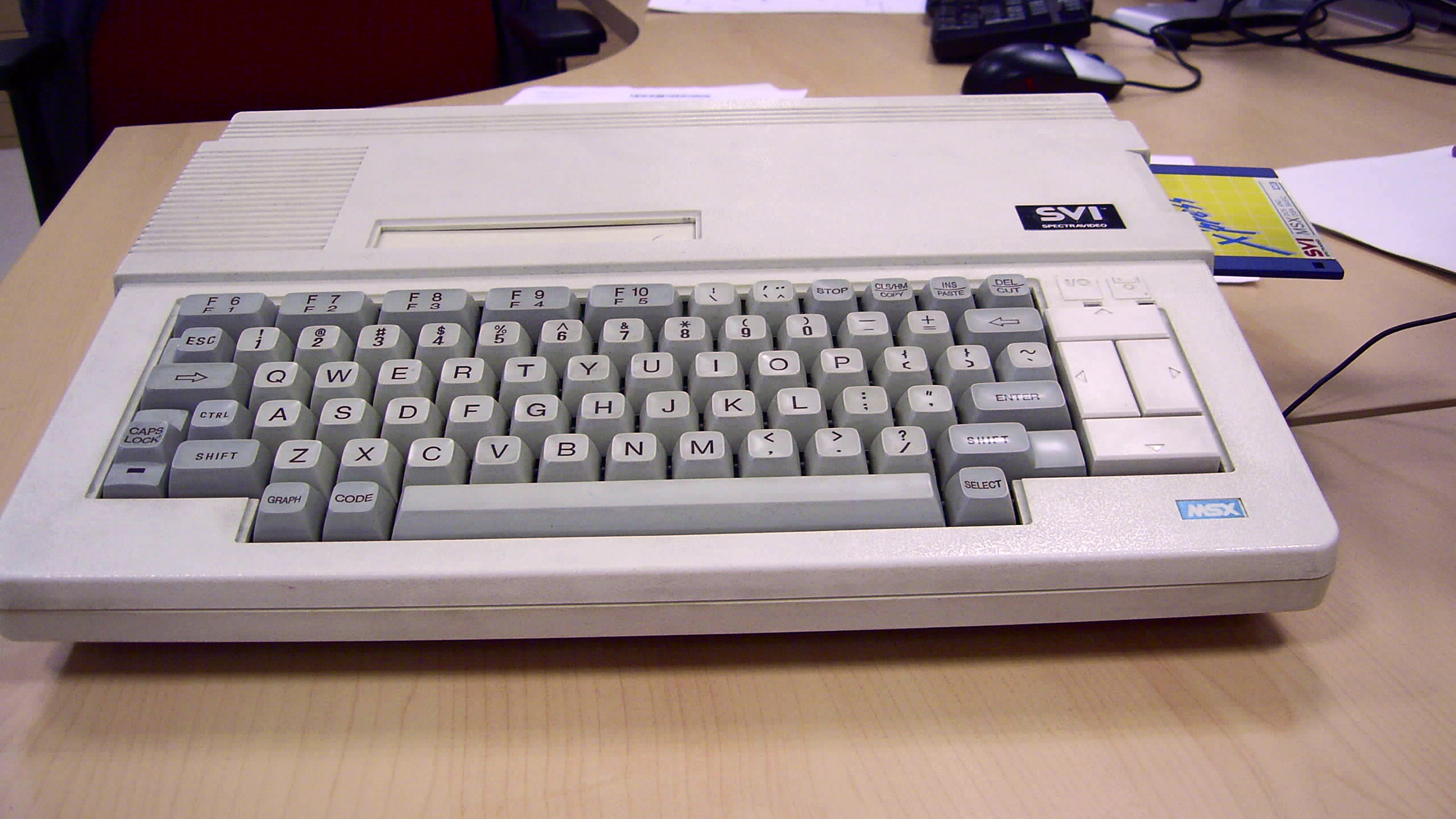
Computador MSX da Spectravideo.

As duas primeiras máquinas precederam a linha MSX e não eram totalmente compatíveis com o padrão, embora tenham sido feitas alterações mínimas em seus projetos visando essa compatibilidade. O sistema possuía uma vasta gama de hardware opcional, entre eles um adaptador que permitia executar jogos do ColecoVision no SVI. Uma versão posterior, o Spectravideo SVI-728 era inteiramente compatível com o padrão MSX.
O último micro produzido pela Spectravideo foi o SVI-838 (também conhecido como Spectravideo X'Press 16). Era um híbrido de PC com recursos de vídeo e áudio de MSX2.

## SpectraVideo Plc
A marca Spectravideo ainda é usada por uma empresa britânica, a SpectraVideo Plc, anteriormente conhecida como Ash & Newman. Ela foi fundada em 1977 e comprou a marca atual em 1988 da Bondwell (controladora da SVI). Eles possuem uma linha própria de produtos, Logic3, e não tem qualquer relação com os itens comercializados pela Spectravideo original.